# José de la Caridad Méndez
José de la Caridad Méndez Báez (19 de marzo de 1887–31 de octubre de 1928) fue un beisbolista cubano conocido como el  Diamante Negro  por la velocidad y el control de los lanzamientos, pitcher que «brilló» en la Liga Cubana y las Ligas Negras de los Estados Unidos, fue incluido en el Salón de la Fama del Béisbol de Cooperstown, en el 2006.

## Síntesis biográfica
Nació en la ciudad de Cárdenas, Matanzas el 19 de marzo de 1887, de procedencia humilde, lo que conllevó a su magra lucha por la vida como carpintero y clarinetista, sentía atracción por el béisbol, donde se fue destacando, llegando a conocerse con el apodo del "Diamante Negro". 
A pesar de medir 1,70 metros y pesar menos de 75 kilogramos, tenía una recta respetable y buen control. Lanzó oficialmente en el béisbol profesional cubano hasta el campeonato de 1926-1927. 

## Inicios en el béisbol
Para muchos era sorprendente que un joven con un biotipo de 5.7 pies y 160 libras de peso, tirara la bola tan duro desde el hueco de la media luna cuando solo contaba con 16 años, y ya figuraba como jugador estelar del equipo Vesubio de Cardenas. 
Se destacó en conjuntos como el Patria de Sagua la Grande, en 1906 y el Remedios en 1907 en el Campeonato de Las Villas en los que participó principalmente como torpedero. 

## Liga cubana de béisbol profesional
Debutó en 1907 con el club Almendares en la Liga Cubana de Béisbol Profesional. 
Con la camiseta del Almendares (Equipo de béisbol), lanzó el primer juego completo frente a un conjunto matancero en el Estadio Palmar de Junco. En ese partido de exhibición, previo al inicio de la campaña regular, no permitió carreras y recibió el visto bueno de los propietarios como miembro de la alineación regular. 
Se destacó rápidamente, ya en 1908 participó en el campeonato cubano con nueve triunfos sin derrotas, con seis juegos completos y 58 ponches propinados en 15 partidos lanzados. 

## Hazañas
La inolvidable hazaña comenzó el 15 de noviembre de 1908, oportunidad en la que fue seleccionado para abrir un encuentro contra los Rojos de Cincinnati, equipo de las Grandes Ligas de visita en el país para realizar tres presentaciones. Ese día, en el Almendares Park, el veloz tirador trabajó con exactitud y dejó a los estadounidenses en un solitario hit, conectado en la novena entrada por Miller Huggins. 
Esa demostración le concedió el derecho a enfrentarse a los Rojos en los dos partidos restantes, se destacó en igual número de actuaciones y elevó a 25 el número de escones consecutivos, ya que uno de los juegos solo duró siete entradas. 
La cadena de ceros se extendió hasta 45, pues en dos desafíos posteriores blanqueó al Key West y en un choque entre Habana y Almendares, celebrado el 24 de diciembre del mismo año 1908, permitió una anotación en el tercero. También se repitió con insistencia que de no haber sido por el color de su piel, Méndez hubiera sido el primer pelotero cubano en debutar en las Grandes Ligas, circuito profesional estadounidense donde imperó una férrea discriminación racial hasta 1947. 
A pesar de que los fanáticos disfrutaron de estas actuaciones, sin lugar a dudas, los más beneficiados fueron los propietarios de aquellos clubes en los que alineó, porque el anuncio de que lanzaría El Diamante garantizaba llenar el estadium. 

### Ligas Negras
Cumplió compromisos con equipos de las llamadas Ligas Negras, en los Estados Unidos, entidad que agrupaba a ranqueados peloteros de raza negra. En estas ligas acumuló en total 87 victorias contra 31 fracasos. En las Ligas Negras de Estados Unidos, Méndez no sólo brilló como lanzador de excepcionales resultados, sino también por dominar a la perfección el idioma inglés y la buena preparación y experiencia beisbolera, llegó a dirigir a los Monarcas de Kansas City, equipo de mayor reputación de aquel circuito, "en el cual sólo la pelota era blanca". 
Como piloto de Los Monarcas, los llevó a ganar la Serie Mundial Negra frente al Hilldale, acreditándose dos victorias como lanzador, no obstante haber visto pasar los mejores días, también se desempeñó como torpedero y tercera de base

## Actuaciones
Entre las actuaciones José de la Caridad Méndez en el Campeonato Profesional Cubano, se encuentran: 
| AÑOS      | JL  | JC | JG | JP | AVE | EL  | K   | BB  |
| 1908-1927 | 153 | 68 | 72 | 26 | 735 | 504 | 438 | 242 |

Actuaciones contra equipos estadounidenses

| AÑOS | VS              | RESULTADO | RESULTADO |
| 1908 | Cincinnati      | Ganó      | 1 x 0     |
| 1908 | Cincinnati      | Perdió    | 3 x 2     |
| 1908 | Cincinnati      | Ganó      | 3 x 0     |
| 1909 | Detroit         | Perdió    | 9 x 4     |
| 1909 | Detroit         | Perdió    | 4 x 0     |
| 1909 | Detroit         | Ganó      | 2 x 1     |
| 1909 | Todos Estrellas | Ganó      | 3 x 1     |
| 1910 | Detroit         | Perdió    | 3 x 0     |
| 1910 | Detroit         | Empate    | 2 x 2     |
| 1910 | Detroit         | Perdió    | 6 x 3     |
| 1910 | Atléticos       | Ganó      | 5 x 2     |
| 1910 | Atléticos       | Ganó      | 7 x 5     |
| 1911 | Atléticos       | Ganó      | 3 x 1     |
| 1911 | Atléticos       | Ganó      | 4 x 0     |
| 1911 | Atléticos       | Perdió    | 8 x 1     |
| 1911 | Gigantes        | Perdió    | 4 x 0     |
| 1911 | Gigantes        | Perdió    | 6 x 3     |

## Historias
Alrededor de la persona de Méndez, se elaboraron durante mucho tiempo diferentes anécdotas, las cuales llegaron a coquetear con la fantasía e incluso, en ocasiones, distorsionaron la realidad, a continuación se exponen algunos comentarios relacionados con el pelotero: 
- Unos decían que ya a los 13 años de edad jugaba en el terruño natal contra los hombres y éstos en contadas ocasiones pudieron conectarle los envíos. Otros afirmaban que en la adolescencia también defendía el campo corto como cualquier profesional.

- Tal vez las notas más confiables fueron recogidas en las páginas de Bohemia, casi medio siglo después que el “Diamante Negro” sentara cátedra en la pelota cubana.Bajo el título “Varias historias y un personaje verdadero”, el 12 de febrero de 1950 se publicó el diálogo sostenido por el periodista René Molina con Alfredo Cabrera, jugador y director de los almendaristas en la temporada de 1915-1916.

- La primera aclaración de Cabrera fue que nadie buscó a Méndez, sino que el descubrimiento podía considerarse casual: En la Navidad de 1907, en el pueblo de Remedios, provincia de Las Villas, en el centro del país, se celebraban juegos dominicales con bastante público. Como un negocio del equipo profesional Almendares enviaron a los peloteros Armando Marsans, Armando Cabañas apodado “Jabuco” y Carlos Royer conocido con “Bebé”, para participar en un juego entre el equipo Sagua la Grande y el conjunto local, por cierto este último llevaba la misión de observar a un lanzador de quien se contaban maravillas. Dicho lanzador actuó, pero no debió convencer a Royer, porque al regreso me entregó una nota a modo de valioso informe que decía:

“El pitcher que tanto ruido ha hecho es bueno, aunque no es nada del otro mundo. Mi opinión es que hay un negrito que juega el short-stop que tiene un brazo que mete miedo, fildea como ninguno y cuando lo pusieron a lanzar nadie pudo sacarle la pelota del cuadro. No pierda un solo minuto y contrátelo”. Se trataba de José de la Caridad Méndez. 
- También se repitió con insistencia que de no haber sido negro, hubiera sido el primer pelotero cubano en debutar en las Grandes Ligas, circuito profesional estadounidense donde imperó una férrea discriminación racial hasta 1947.

- Tras la visita a  Cuba  en 1920 con los  New York Giants, fue tan grande su admiración que el mismísimo  Babe Ruth cito: "Si pudiera llevarme al lanzador  José de la Caridad Méndez  y al jonronero  Cristóbal Torriente  para mi equipo, ganaríamos el gallardete comenzando el mes de septiembre y después nos iríamos a pescar"

## Retiro y muerte
Se retira del deporte activo en 1927, pues padecía de tuberculosis, falleció en La Habana, el 31 de octubre de 1928 a la edad de 41 años, muy pobre y olvidado por los mismos que hicieron dinero por el desempeño deportivo de este jugador. Sus restos se encuentran en el  Cementerio de Cristóbal Colón,  Cuba  pero aun no han sido identificados.

## Reconocimientos
En 1939, cuando se instituyó el Salón de la Fama de Cuba, fue incluido por unanimidad, también lo reconocieron en el Salón de la Fama del Béisbol de Cooperstown, Estados Unidos en 2006. 